# Клименко Фросинія Григорівна
Фросинія (Єфросинія) Григорівна Клименко (1901, місто Полтава Полтавської губернії, тепер Полтавської області — липень 1981, місто Полтава) — українська радянська партійна діячка, 1-й секретар Машівського райкому КП(б)У Полтавської області. Кандидат у члени ЦК КПУ в 1949—1956 роках.

## Біографія
Народилася в родині робітника. Трудову діяльність розпочала в шістнадцять років на Полтавській текстильній фабриці.
Член ВКП(б) з 1925 року.
З 1931 року — на партійній роботі.
У 1931—1932 роках — завідувач відділу по роботі серед жінок (жінвідділу) Шполянського районного комітету КП(б)У на Черкащині. Потім працювала секретарем Новосанжарського районного комітету КП(б)У Полтавської області.
У 1941—1943 роках — інструктор, завідувач відділу пропаганди і агітації Совєтського (колишнього Марієнтальського) районного комітету ВКП(б) Саратовської області РРФСР.
У 1943—1954 роках — 1-й секретар Машівського районного комітету КП(б)У Полтавської області.
З 1954 року — в апараті Полтавського обласного комітету КПУ.
Потім — на пенсії в місті Полтаві. Персональний пенсіонер республіканського значення.

## Нагороди
- орден Трудового Червоного Прапора (23.01.1948)
- орден Вітчизняної війни 1-го ст. (1.02.1945)
- медалі